# 魔鬼塔
魔鬼塔國家紀念區（英語：Devils Tower National Monument）是一處美國國家紀念區，屬美國國家公園體系，並由美國國家公園管理局負責管理。每年約吸引40萬觀光客參訪、4千人嘗試攀爬登頂。主要景觀是懷俄明州東北部的一座火成侵入岩或火山栓。高度約386公尺，海拔高度則為1558公尺。頂部面積約91m×55m。
這個地方原本是印地安人的聖地。白人第一次踏足於這個地方則是由美國陸軍上校理查德·道奇（Col. Richard Irving Dodge）率領勘測隊在1875年來到怀俄明州時首度留下紀錄。多年以後，在1906年，熱衷野外生活的年輕美國總統西奥多·罗斯福（Theodore Roosevelt），以通過引用古蹟保存法案（antiquities act）把魔鬼塔設立為全美國第一座國家紀念區。

## 命名由來
魔鬼塔（Devils Tower）在拉科塔族語中稱為Matȟó Thípila，是熊的旅店(Bear Lodge)的意思。然而，在不同族群的印地安人中也對它有不同的稱呼。1875年， 陸軍上校Richard Irving Dodge來此地區確認金礦的發現，又順道做了隨地考察。翻譯人員錯誤地將原本印地安人的地名翻譯成為Bad God's Tower（惡神塔），後來又輾轉定名為Devils Tower。

## 地質
地質學家經過研究，關於魔鬼塔的形成，有幾種不同的說法，但每一種說法都是以火山活動為根本。較為大多數學者接受的是：魔鬼塔的岩石屬於玄武岩。在五千萬年以前這片區域埋在地底下。此區域頻繁的地質活動造成岩漿侵入。又經過數百萬年後，地底的火成岩冷卻並化為結晶體，並且岩層的熱漲冷縮造成了現在看到的多邊型柱體。最後，由於火成岩的質地比周圍的沈積岩堅硬，長時間下來風和水的侵蝕將較不堅固的沉積岩都蝕去後，就剩下Devils Tower高高聳立於平原之上的特異景觀。

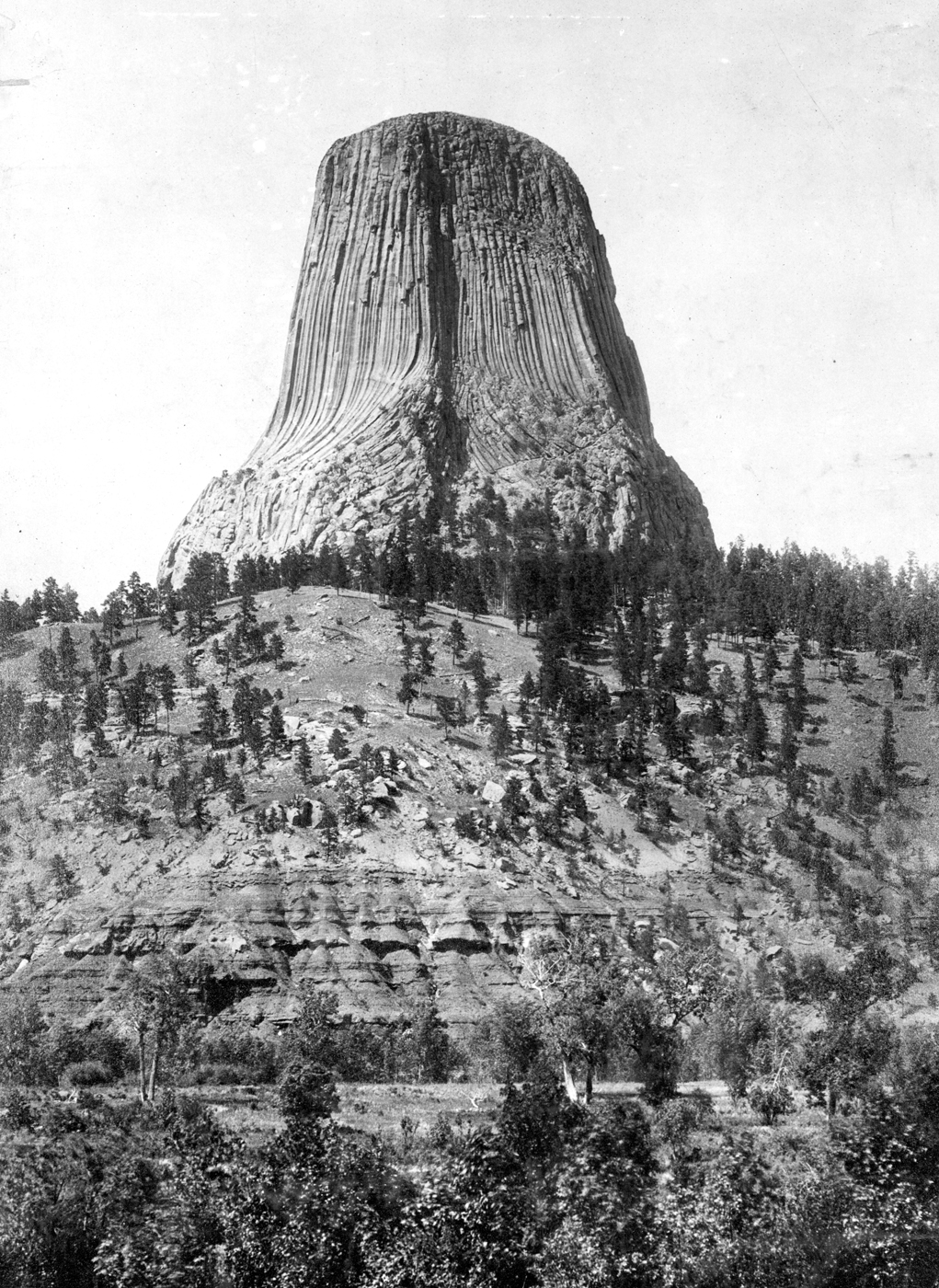
1900年
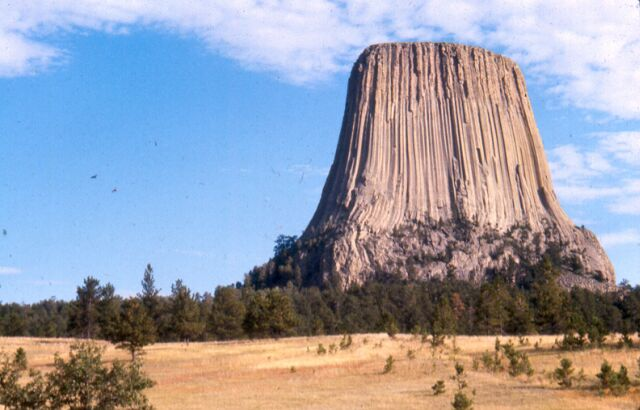
1980年夏

## 電影
在1977年，史蒂芬·史匹柏的電影《第三類接觸》中，魔鬼塔是外太空不明飛行物體降臨地球的地點。